# Lenka Rovná
Lenka Anna Rovná (* 1. března 1955 Praha) je česká profesorka zabývající se aktuální Evropskou unií, Spojeným královstvím a Kanadou a prorektorka Univerzity Karlovy pro evropskou problematiku.
Působí na Institutu mezinárodních studií Fakulty sociálních věd Univerzity Karlovy, kde vyučuje na Katedře evropských studií. V minulosti byla garantkou oboru západoevropská studia a Jean Monnet Centre of Excellence in European Studies, což je první program svého druhu ve Střední a východní Evropě. Přednášela na kanadských univerzitách v Ontariu, Québecu a Calgary. Byla členkou-alternátkou zástupce české vlády při vytváření ústavní smlouvy EU. V roce 2004 byla jmenována francouzským prezidentem rytířkou Národního řádu za zásluhy ve prospěch evropské věci (1. třída Řádu). Je také nositelkou titulu Jean Monnet Chair Ad Personam pro Evropská politická studia. Je členkou vědecké rady Univerzity v Helsinkách, CERGU Univerzity v Göteborgu ve Švédsku, ECSA-Canada v Montrealu, evaluátorkou programu Evropské komise Jean Monnet a Horizon 2020 a členkou České komise UNESCO. V roce 2017 předal francouzský velvyslanec Lence Rovné insignie důstojníka Řádu za zásluhy (2. třída Řádu) za její vůdčí roli a mimořádné zásluhy při rozvoji francouzsko-české vědecké spolupráce. Je autorkou několika významných odborných prací, které se zabývají především Evropskou unií, evropskými institucemi, Spojeným královstvím a Kanadou.
Od roku 2014 působí jako prorektorka Univerzity Karlovy pro evropskou problematiku v kolegiu rektora prof. MUDr. Tomáše Zimy, DrSc. Mimo jiné stála u zrodu Evropské univerzitní aliance 4EU+, která sdružuje 6 renomovaných evropských univerzit.